# Remorkér

Schéma remorkéru

Remorkér je loď s výkonným motorem a poměrně malou vlastní tonáží, která se používá zejména k tažení nebo tlačení velkých lodí v přístavních bazénech, kde tyto velké lodě nemohou využít svého velkého tahu a mají tak sníženou manévrovací schopnost. Používají se i na řekách, kanálech nebo i na širém moři. Mohou tahat lodě bez pohonu, poškozené nebo porouchané lodě, ale i jiné mohutné plovoucí konstrukce, např. vrtné plošiny. Často se přitom používá více remorkérů současně.
„Remorkér“ v češtině je odvozen z francouzského remorqueur.

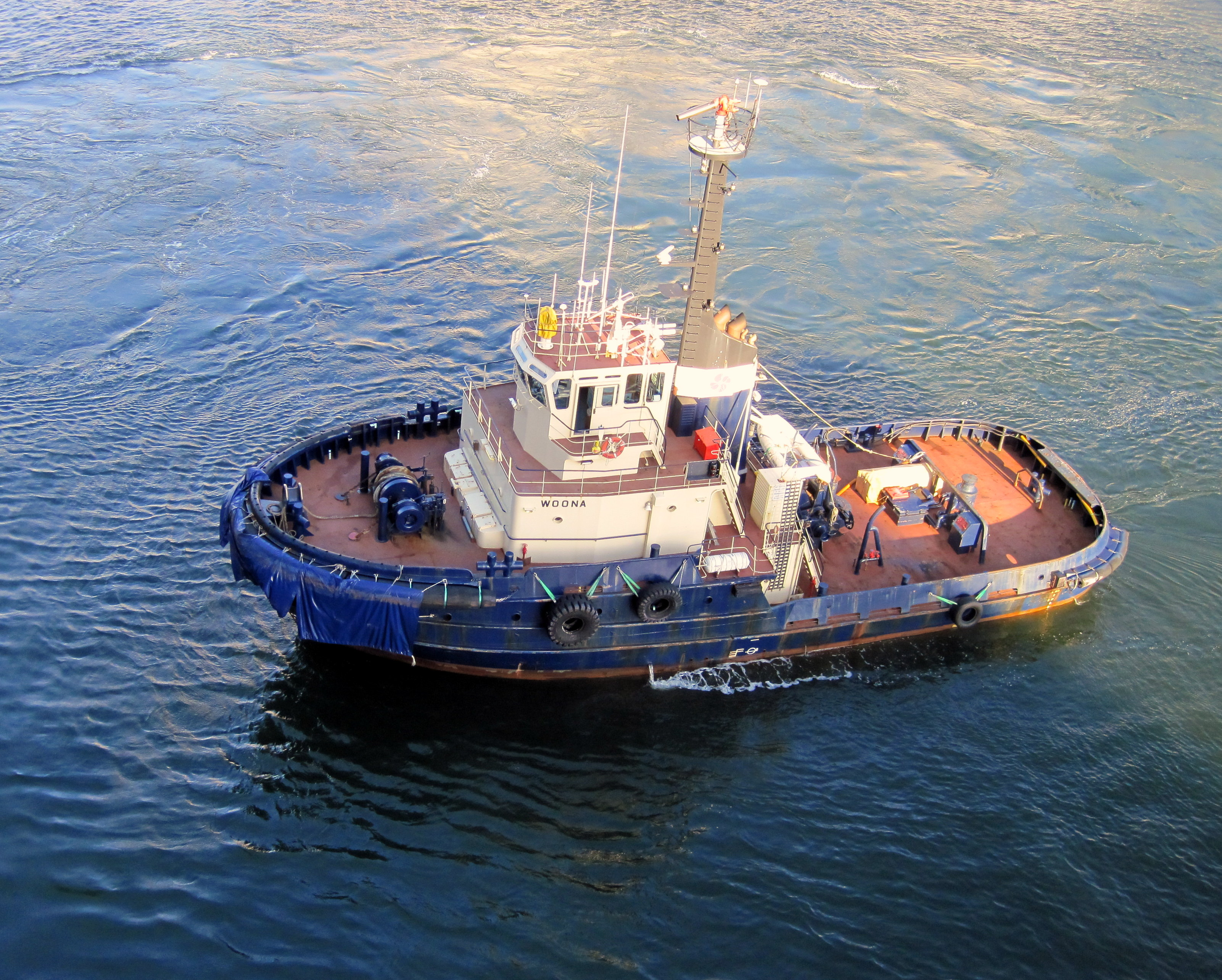
Remorkér v přístavu Sydney, Australia
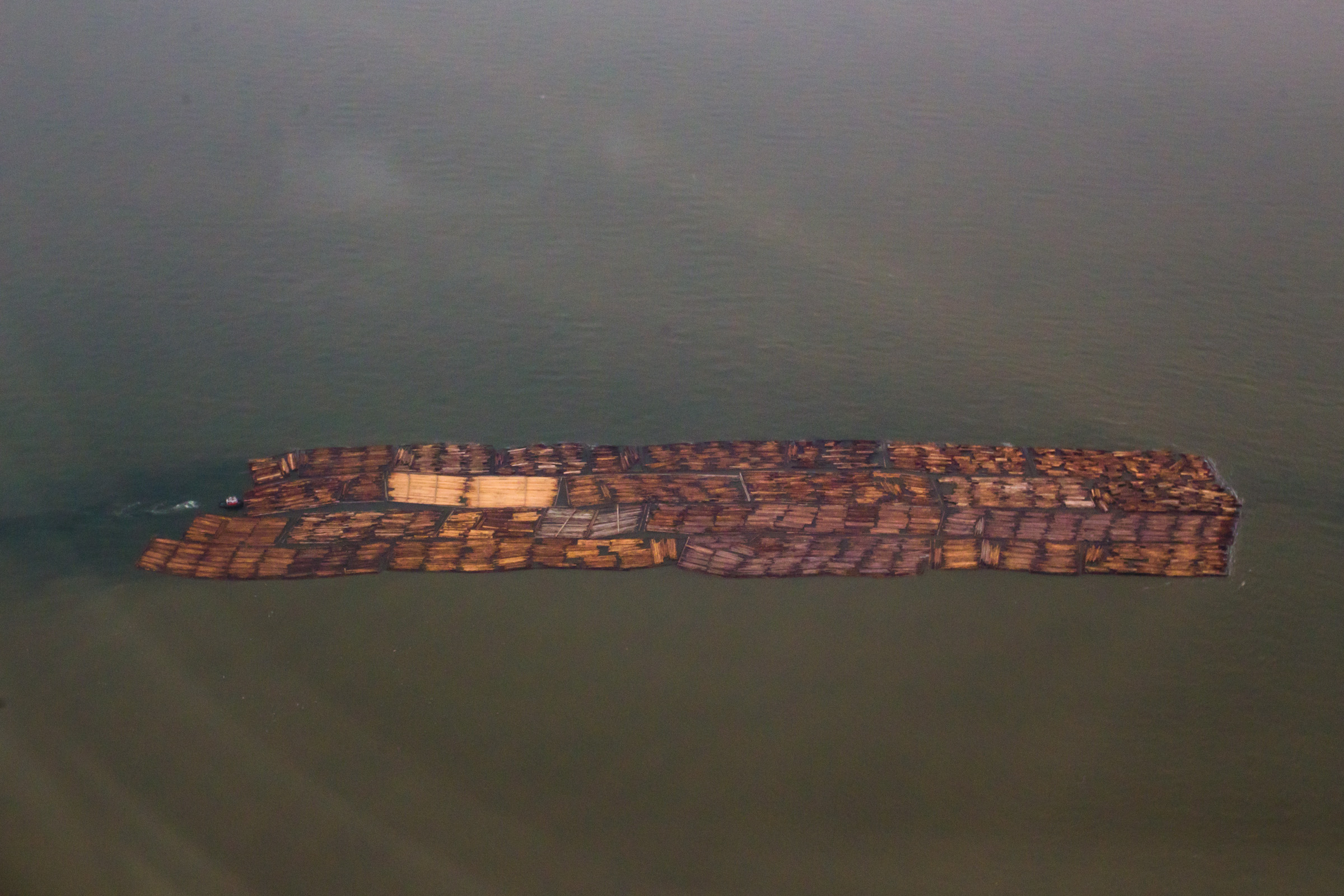
Remorkér tlačí dříví poblíž Vancouveru
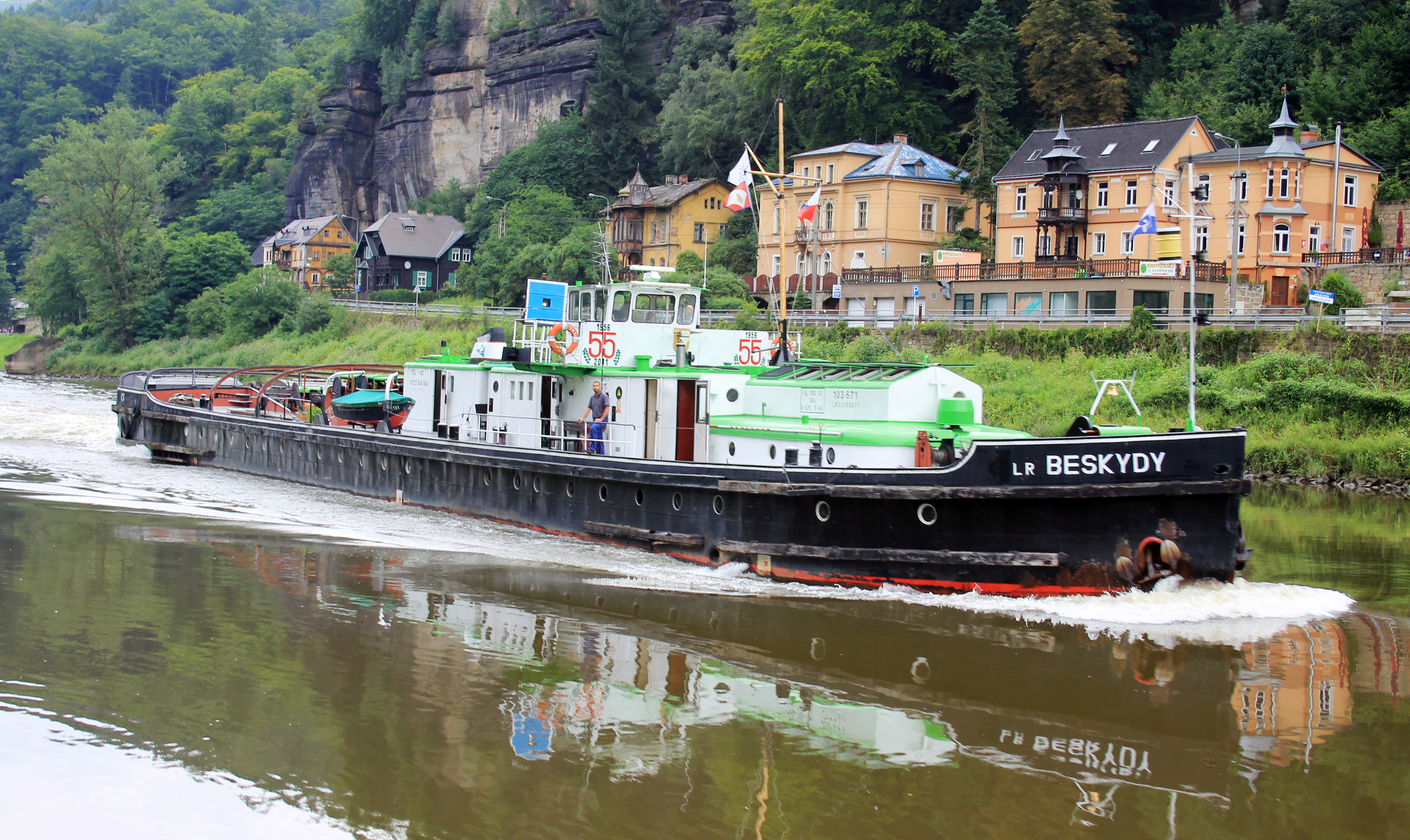
Zadokolesový remorkér Beskydy z roku 1956, poslední zadokolesový remorkér v Evropě v aktivní službě